# Hesna Al Ghaoui
Hesna Al Ghaoui (Debrecen, 24 mei  1978) is een Hongaarse - Syrische (oorlog)journalist. 

## Biografie
Hesna Al Ghaoui is de dochter van een Syrische vader en Hongaarse moeder die elkaar leerden kennen aan de Universiteit van Debrecen. Na hun studies geneeskunde verhuisde het gezin naar Salgótarján waar Hesna opgroeide. Hesna volgde haar lager middelbaar in Szolnok en haar hoger middelbaar in Portland met een Soros-beurs. Vervolgens studeerde ze Rechten aan de Loránd Eötvös-universiteit en later ook Arabisch in Tunesië.
Ze was buitenlandjournalist voor de Hongaarse publieke televisie Magyar Televízió tussen 2010 en 2017 en bracht verslag uit in meerdere landen waaronder de oorlogen in Libië, Westelijke Sahara Agfganistan, Libanon en de Gazastrook. Sinds 2017 werkt ze freelance. 
Hesna gaf les aan het College van Budapest en een veelgevraagd spreker en gastprof aan universiteiten. Ze hield in een TED-talk over angst. In 2019 verscheen haar boek De kracht van angst. 
Ze trouwde in 2011 en kreeg twee dochters in 2014 en 2018. 

## Werk (selectie)

### Documentaires
- Born Dead (2009), documentaire
- Kabul 911 (2010), documentaire
- Madagaszkár (2010), documentaire
- Babel (2012-2017) documentairereeks

### Boeken
- Háborúk földjén: Egy tudósítónő vallomásai a válságövezetek megrázó hétköznapjairól. (2010), Te vertalen als "In oorlogsgebied: het testament van een correspondent over het schokkende alledaagse leven in het oorlogsgebied."
- De kracht van angst (2019), vertaling van haar boek Félj bátran uit 2017.

## Erkentelijkheden
- 2007 - Nominatie Festival de télévision de Monte-Carlo
- 2008 - 3de plaats CNN World Report wedstrijd met een reportage over Palestijnse vluchtelingenkampen in Libanon
- 2010 - Nominatie Al-Jazeera Film Festival van The Silent Cradles, een reportage over kindersterfte in Oeganda
- 2011 - Prima Primissima díj (Pirma Primissima award)
- 2011 - Nominatie Festival de télévision de Monte-Carlo
- 2012 - Erebruger van Salgótarján
- 2014 - László Kovács Media Award voor
- 2017 - ENAM-Amerigo Media Award